# رآی ایتالیا
رآی ایتالیا (انگلیسی: Rai Italia) یک رای (شبکه رادیو تلویزیونی) بین‌المللی پخش محتوا درایتالیا است که در سراسر جهان از طریق فیدمحلی نیز قابل مشاهده است.